# Givry (Saona i Loira)
Givry és un municipi francès, situat al departament de Saona i Loira i a la regió de Borgonya - Franc Comtat. L'any 2007 tenia 3.678 habitants.

## Demografia

### Població
El 2007 la població de fet de Givry era de 3.678 persones. Hi havia 1.536 famílies, de les quals 416 eren unipersonals (172 homes vivint sols i 244 dones vivint soles), 588 parelles sense fills, 464 parelles amb fills i 68 famílies monoparentals amb fills.
La població ha evolucionat segons el següent gràfic:
Habitants censats

### Habitatges
El 2007 hi havia 1.722 habitatges, 1.548 eren l'habitatge principal de la família, 70 eren segones residències i 104 estaven desocupats. 1.369 eren cases i 291 eren apartaments. Dels 1.548 habitatges principals, 1.141 estaven ocupats pels seus propietaris, 362 estaven llogats i ocupats pels llogaters i 45 estaven cedits a títol gratuït; 60 tenien una cambra, 101 en tenien dues, 201 en tenien tres, 335 en tenien quatre i 851 en tenien cinc o més. 1.068 habitatges disposaven pel capbaix d'una plaça de pàrquing. A 610 habitatges hi havia un automòbil i a 776 n'hi havia dos o més.

### Piràmide de població
La piràmide de població per edats i sexe el 2009 era:
| Homes | Edats   | Dones |
| ----- | ------- | ----- |
| 0     | 95 o +  | 8     |
| 9     | 90 a 94 | 14    |
| 26    | 85 a 89 | 36    |
| 18    | 80 a 84 | 21    |
| 55    | 75 a 79 | 54    |
| 71    | 70 a 74 | 119   |
| 73    | 65 a 69 | 85    |
| 102   | 60 a 64 | 112   |
| 120   | 55 a 59 | 121   |
| 145   | 50 a 54 | 163   |
| 138   | 45 a 49 | 117   |
| 118   | 40 a 44 | 125   |
| 120   | 35 a 39 | 140   |
| 123   | 30 a 34 | 121   |
| 45    | 25 a 29 | 60    |
| 66    | 20 a 24 | 77    |
| 105   | 15 a 19 | 109   |
| 111   | 10 a 14 | 141   |
| 111   | 5 a 9   | 128   |
| 76    | 0 a 4   | 73    |

## Economia
El 2007 la població en edat de treballar era de 2.238 persones, 1.555 eren actives i 683 eren inactives. De les 1.555 persones actives 1.452 estaven ocupades (771 homes i 681 dones) i 103 estaven aturades (43 homes i 60 dones). De les 683 persones inactives 272 estaven jubilades, 187 estaven estudiant i 224 estaven classificades com a «altres inactius».

### Ingressos
El 2009 a Givry hi havia 1.609 unitats fiscals que integraven 3.880 persones, la mediana anual d'ingressos fiscals per persona era de 22.137 €.

### Activitats econòmiques
Dels 215 establiments que hi havia el 2007, 2 eren d'empreses extractives, 4 d'empreses alimentàries, 8 d'empreses de fabricació d'altres productes industrials, 29 d'empreses de construcció, 40 d'empreses de comerç i reparació d'automòbils, 11 d'empreses de transport, 12 d'empreses d'hostatgeria i restauració, 2 d'empreses d'informació i comunicació, 10 d'empreses financeres, 17 d'empreses immobiliàries, 33 d'empreses de serveis, 32 d'entitats de l'administració pública i 15 d'empreses classificades com a «altres activitats de serveis».
Dels 60 establiments de servei als particulars que hi havia el 2009, 1 era una oficina d'administració d'Hisenda pública, 1 gendarmeria, 1 oficina de correu, 4 oficines bancàries, 1 funerària, 5 tallers de reparació d'automòbils i de material agrícola, 1 autoescola, 4 paletes, 4 guixaires pintors, 3 fusteries, 6 lampisteries, 6 electricistes, 5 perruqueries, 1 veterinari, 9 restaurants, 6 agències immobiliàries, 1 tintoreria i 1 saló de bellesa.
Dels 13 establiments comercials que hi havia el 2009, 1 era un hipermercat, 2 botiges de menys de 120 m², 2 fleques, 2 carnisseries, 2 llibreries, 1 una botiga de mobles, 1 una perfumeria i 2 floristeries.
L'any 2000 a Givry hi havia 31 explotacions agrícoles que ocupaven un total de 425 hectàrees.

## Equipaments sanitaris i escolars
El 2009 hi havia 2 farmàcies i 1 ambulància.
El 2009 hi havia 1 escola maternal i 3 escoles elementals. Givry disposava de 2 col·legis d'educació secundària amb 569 alumnes.

## Poblacions més properes
El següent diagrama mostra les poblacions més properes.